# La Comarca (Tierra Media)
La Comarca (The Shire en su versión original en inglés) es una localización ficticia que forma parte del legendarium creado por el escritor británico J. R. R. Tolkien y que aparece en sus novelas El hobbit y El Señor de los Anillos. 
Es una región situada en el noroeste de la Tierra Media, uno de los continentes del mundo ficticio de Arda donde trascurre la mayor parte del legendarium de J. R. R. Tolkien. Se encuentra, a su vez, dentro de la gran región de Eriador, donde anteriormente existió el reino de Arnor. Está poblada exclusivamente por hobbits, una raza emparentada con los hombres y caracterizada por su baja estatura. Poblada a mediados de la Tercera Edad del Sol, su historia conocida es reducida y sin apenas acontecimientos importantes debido a la naturaleza pacífica de sus habitantes, a excepción de los hechos ocurridos durante la Guerra del Anillo. 
En oestron recibe los nombres de Sûza (que significa «Comarca») o Sûzat («la Comarca») y en el habla de los hobbits alude solamente a su tierra, pero en Gondor sûza significa "comarca" en sentido general. Por otro lado, en la lengua élfica sindarin es llamada i Drann. También recibe la denominación de Cuatro Cuadernas, nombre que hace referencia a su división territorial.
Si bien no aparece mencionada como tal en la novela El hobbit, J. R. R. Tolkien ya tenía entonces una idea de cómo era la Comarca, creada «oficialmente» durante la composición del primer capítulo de El Señor de los Anillos e inspirada principalmente en el barrio de Sarehole, Birmingham, donde el autor vivió durante su infancia.

## Geografía
La Comarca tenía una longitud de unos 193 kilómetros (120 millas) desde las Colinas Lejanas al Puente del Brandivino, y unos 241 kilómetros (150 millas) desde los páramos del norte hasta los pantanos del sur. En total, según algunos autores, tenía aproximadamente un área de unas 21.400 millas cuadradas o 55.000 kilómetros cuadrados.
El río Baranduin (llamado Brandivino por los hobbits) limita la Comarca al este, aunque algunos hobbits vivían también en Los Gamos, situados al este del río y al oeste de la Cerca Alta, la cual sirve de protección a las tierras contra las invasiones del cercano Bosque Viejo; sin embargo, Los Gamos no fueron reconocidos como parte de la Comarca hasta después de la Guerra del Anillo, cuando fueron concedidos oficialmente por el rey Elessar. En el norte y en el oeste, la Comarca no tiene ninguna frontera topográfica, sino que está limitada por los antiguos caminos del sur y del este y por algunas características geográficas pobres, como las Colinas de la Torre.
La Comarca fue poblada densamente, con muchos pueblos y pocas ciudades, pero seguía teniendo amplias áreas forestales y pantanos. Es descrita como una tierra pequeña, pero hermosa y productiva, querida por sus habitantes. Su emplazamiento le da una fertilidad natural y por ello los hobbits tienen un extenso sistema agrícola, pudiéndose encontrar diversos suministros, tales como cereales, frutas, madera y hierba para pipa (uno de los placeres favoritos de los hobbits). Sin embargo, su economía es casi autárquica y los hobbits suelen consumir todos los productos de sus cultivos, o bien reservarlos para regalos.

### Orografía
La Comarca es una región de escasas elevaciones, siendo éstas no más altas que colinas. Entre las principales se encuentran:
- Colinas Lejanas: también llamadas Quebradas Lejanas, están situadas entre las Colinas de la Torre, al oeste, y las Quebradas Blancas, al este. Fueron en un principio la frontera occidental de la Comarca, pero tras su expansión en el año 32 de la Cuarta Edad del Sol, fueron incluidas en ella y pasaron a forman parte de la Cuaderna del Oeste. En ellas se encuentra la aldea de Encinaverde (Greenholm en el original inglés).

- Quebradas Blancas: también llamadas Lomas Blancas, están situadas en la Cuaderna del Oeste, al este de las Colinas Lejanas y donde se hallaba Cavada Grande. La Feria Libre, en la que se elegía al alcalde de la Comarca, se celebraba aquí.

- Colinas de Scary: están situadas en la Cuaderna de Este y se alargan desde el río Baranduin hasta cerca de la frontera con la Cuaderna del Norte. Los pueblos de Scary y Cantera se encuentran próximos a las colinas, al sur, mientras que Tejonera está situado a sus pies. Durante la invasión de la Comarca por Saruman, sirvieron de refugio para los rebeldes de Fredegar Bolger.

- Colinas Verdes: se extienden desde la Cuaderna del Oeste, pasando por la del Sur y acabando en la del Este, internándose en el Bosque Cerrado. Todas las tierras que ocupaban fueron llamadas el País de las Colinas Verdes, en el que se encontraban las Tierras de Tuk y los pueblos de Barrancas de Tuk, Alforzada y Copete. En estas colinas nacía el río de la Comarca, el arroyo Cepeda y el arroyo del Cardo.

### Clima
El clima en la Comarca era primordialmente marítimo templado u oceánico, dependiendo de la zona. En general, las temperaturas son ligeramente más calientes en el sur que en el norte y los cambios estacionales de temperatura son ligeramente más pronunciados (es decir, veranos más calientes e inviernos más fríos) en el extremo este que en el extremo oeste. Las precipitaciones son moderadas a lo largo de todo el año y, sobre todo en la Cuaderna del Norte, puede nevar durante las visitas ocasionales del aire polar del norte.

### Población
La Comarca está poblada exclusivamente por hobbits y, en la época de la Guerra del Anillo, toda la raza, a excepción de unos pocos que vivían en el cercano pueblo de Bree, se encontraba en ella. Los hobbits se caracterizan por su baja estatura, de entre 60 y 120 centímetros, y por la abundante vellosidad que les crece en el empeine de los pies.
Si bien existían diferentes ramas de hobbits, todas acabaron por unirse cuando los Albos fundaron la Comarca, mezclando así sus características físicas. Los habitantes de Marjala, descendientes de los Fuertes, son los únicos que pueden diferenciarse un poco de los demás hobbits, ya que les crece pelusilla en el mentón, mientras que los demás carecen absolutamente de barba. En Marjala también había vivido la familia Gamoviejo antes de trasladarse a Los Gamos y cambiar su apellido por el de Brandigamo.
Entre las familias más conocidas se encuentran los Tuk, Bolsón, Bolger, Gamyi, Brandigamo, Ciñatiesa, Sacovilla, Corneta, Boffin, Ganapié, Madriguera, Tallabuena, Tejonera, Cavada y Redondo. Cada familia suele tener una tierra o pueblo en el que se asienta y normalmente lleva su nombre o alguno derivado, por ejemplo los Gamyi proceden del pueblo de Gamwich y los Tuk viven casi todos en las llamadas Tierras de Tuk, en las Colinas Verdes.

## División territorial
Las partes originales de la Comarca fueron subdivididas en cuatro regiones o cuadernas, llamadas según su ubicación: Norte, Sur, Este y Oeste. Aproximadamente en el centro de la Comarca se encontraba la Piedra de las Tres Cuadernas, que marcaba el punto donde las fronteras de las Cuadernas del Este, del Oeste y del Sur se juntaban, en el Gran Camino del Este. Dentro de las distintas cuadernas había algunas divisiones más pequeñas, que no eran oficiales, como las tierras de las familias. 

### Cuaderna del Norte
La Cuaderna del Norte es la región donde crece la mayor parte de la cosecha de cebada y avena, así como la única de las cuadernas donde era común la nieve. En ella ocurrió la histórica Batalla de los Campos Verdes. También se encuentra el Bosque del Fardo y además tiene grandes cotos de caza, seguramente los mismos que pertenecían al rey de Arthedain antes de que este les permitiera a los hobbits colonizar la Comarca. Todos estos factores hacen que sea la parte menos poblada de la Comarca, por lo que sus pueblos eran escasos, siendo conocidos tan solo dos: Dwaling, al norte de las Colinas de Scary; y Quiebra Larga (Long Cleeve en el original inglés), en donde vive una pequeña parte de la familia Tuk, conocida como los Tuk del Norte, los descendientes de Bandobras “Toro Bramador” Tuk, que se asentaron aquí tras la Batalla de los Campos Verdes. También vivía aquí Diamante, la esposa de Peregrin "Pippin" Tuk.

### Cuaderna del Oeste
La Cuaderna del Oeste es una de las regiones más accidentadas geográficamente, abundando las colinas. A pesar de ello, la existencia de numerosos caminos hace que esté bien comunicada, siendo la cuaderna más poblada y la que alberga los pueblos más grandes. Entre los más importantes están:
- Cavada Grande en Lomas Blancas (Michel Delving on the White Downs en el original inglés) es la ciudad principal de la Comarca. Está situada, como su nombre indica, en las Lomas Blancas, al sur de Cavada Pequeña. En ella está el ayuntamiento y el museo de los mathoms, uno de los museos de la Comarca.

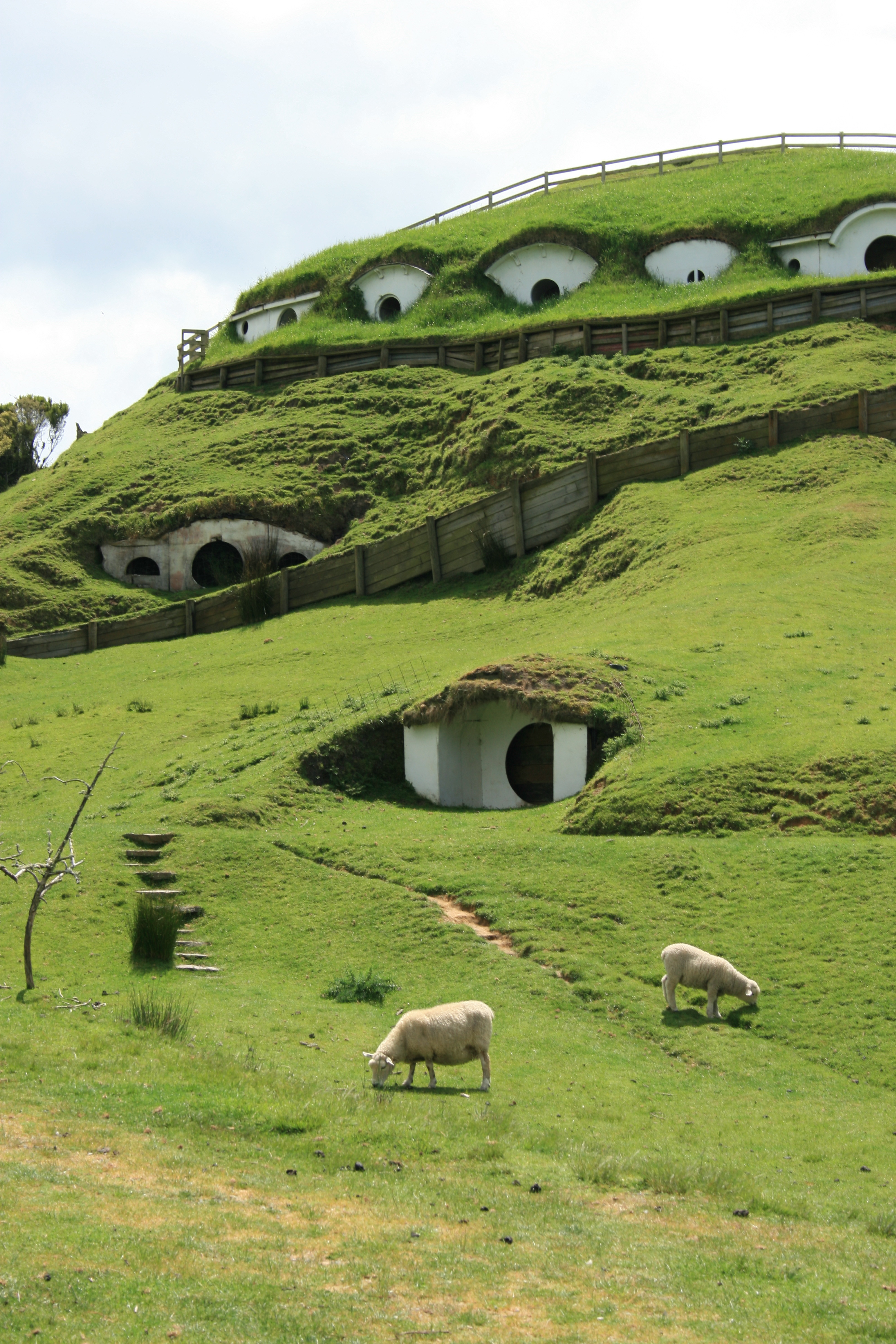
La Colina de Hobbiton.

- Hobbiton es uno de los pueblos más antiguos, situado al sur de Sobremonte y al noroeste de Delagua y extendiéndose a ambos lados del arroyo El Agua. En él se encuentra el gran smial de Bolsón Cerrado, sobre la calle Bolsón de Tirada, en La Colina. Esta es la casa de Bilbo y Frodo y de Samsagaz, y el lugar donde comienzan y acaban las novelas El hobbit y El Señor de los Anillos.

- Sobremonte (Overhill en el original inglés) es un pueblo al norte de La Colina de Hobbiton. En él vivía Halfast, primo de Samsagaz Gamyi, aficionado a la caza, que fue uno de los hobbits que vio dentro de las fronteras de la Comarca a un ser que podría haber sido un ent.[13]

- Delagua (Bywater en el original inglés) es un pueblo al sudeste de Hobbiton y cerca de la Piedra de las Tres Cuadernas. El arroyo El Agua pasa al norte del pueblo, donde se convierte en un lago, la Laguna Delagua. Es conocido sobre todo por su renombrada taberna, la Posada del Dragón Verde.

- Alforzada (Tuckborough en el original inglés) es otro de los pueblos más antiguos de la Comarca, situado en las llamadas Tierras de Tuk en Colinas Verdes, al este de Barrancas de Tuk y cerca de la frontera de la Cuaderna del Sur. En Alforzada se encuentran los Grandes Smials, la residencia de los Thain, y es el lugar de reunión de la Asamblea de la Comarca. En su biblioteca, se guardan algunos de los libros más importantes para los hobbits, como el Pielamarilla, que recoge la historia y genealogía de la familia Tuk.[14]

Otros pueblos menores son: Cavada Pequeña (Little Delving), situada en las Quebradas Blancas, al norte de Cavada Grande y al sudeste de Campo del Cordelero (Tighfield); Ojo de Aguja (Needlehole), situado al norte del pantano de los Juncos, entre el Bosque del Fardo al este y la aldea de Nobotella (Nobottle) al oeste; y Gamwich, lugar de origen de la familia Gamyi, situado al noroeste de Campo del Cordelero.
Ubicado al norte del arroyo El Agua se encuentra El Molino, que es propiedad de la familia Arenas. Tiene una gran rueda que, movida por las aguas del arroyo, prensa cereales. Fue destruido durante la invasión de la Comarca en la Guerra del Anillo y reemplazado por una fábrica con una enorme chimenea de ladrillo, que contaminaba el arroyo y todo Hobbiton. Durante el Saneamiento de la Comarca, El Molino fue uno de los primeros edificios en reconstruirse.

### Cuaderna del Sur

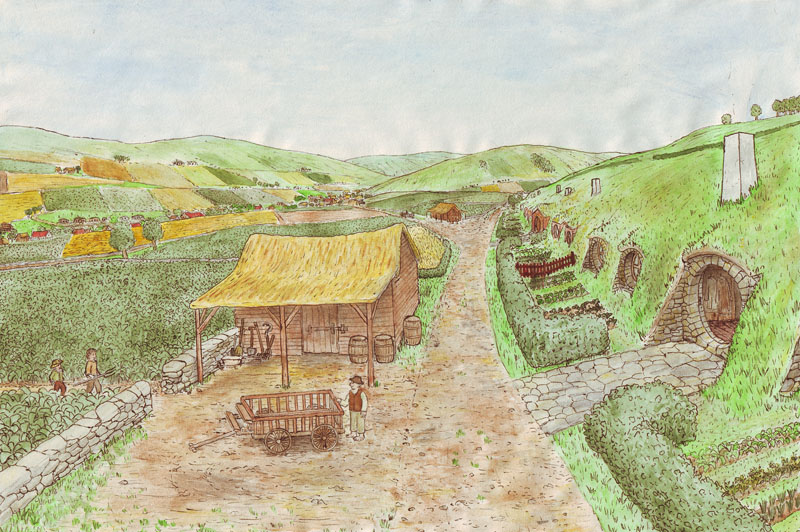
Un dibujo de Valle Largo, de Matěj Čadil.

La Cuaderna del Sur destacaba por sus cultivos de la hoja de tabaco para pipa y sus viñedos, que eran de gran calidad debido al clima de la zona. Era otra de las regiones menos pobladas, siendo conocidos tan solo tres pueblos: 
- Valle Largo (Longbottom en el original inglés), fue el lugar donde Tobold Corneta introdujo, en el año 2670 de la Tercera Edad, el cultivo de hierba para pipa en la Comarca. En su jardín cultivó las tres variedades más conocidas: Hoja Valle Largo, Estrella Sureña y Viejo Tobby.[1]

- Copete (Pincup en el original inglés) se encuentra en el llamado País de las Colinas Verdes, en su ladera sur.

- Casadura (Hardbottle en el original inglés) es el pueblo donde vive la familia Ciñatiesa, a la que pertenecía Lobelia Sacovilla-Bolsón.[15]

### Cuaderna del Este
Por la Cuaderna del Este se extiende el Bosque Cerrado y parte de las Colinas Verdes. Originalmente estaba bajo el control de la familia de Gamoviejo e, incluso después de que éstos se mudaran a Los Gamos, los habitantes de la Cuaderna del Este siguieron a los Brandigamo más que al Thain y al alcalde. Es otra de las regiones más pobladas, existiendo en ella numerosos pueblos: 
- Scary es un pueblo situado en la parte norte de la Cuaderna del Este, en el pie meridional de las Colinas de Scary. Desde él se extiende un camino hacia el sur para cruzar El Agua hasta Bolgovado y se junta con el Gran Camino del Este en Surcos Blancos. Al este de Scary hay una mina que, durante la Guerra del Anillo, sirvió de almacén para las provisiones de los hombres de El Jefe y, después del Saneamiento de la Comarca, los hobbits usaron estos almacenes de alimento y mercancías para la fiesta de Yule.[15]

- Tejonera (Brockenborings en el original inglés), situado también en las Colinas de Scary, fue el pueblo que durante la Guerra del Anillo sirvió como cuartel general de los rebeldes de Fredegar Bolger.[15]

- Bolgovado (Budge Ford en el original inglés) está situado en la pradera de Campos del Puente, cerca del Gran Camino del Este y del pueblo de Surcos Blancos. Por él cruza un camino que lleva hasta Scary y Tejonera. Era el lugar de origen de la familia Bolger.[16]

- Cepeda (Stock en el original inglés) es un pueblo situado en el lugar en el que el arroyo Cepeda desemboca en el río Brandivino. En él estaba La Perca Dorada, un mesón con mucha reputación por su excelente cerveza.[17]

Contiene otros pueblos como Cantera (Quarry), Surcos Blancos (Whitfurrows), Los Ranales (Frogmorton), La Cerrada (The Yale), Hueco del Sauce (Willowbottom) y Hoya del Bajo (Deephallow).
La zona este de la Cuaderna, entre Cepeda y Hoya del Bajo, es conocida como Marjala (Marish en el original inglés). Es una zona pantanosa y de fértiles tierras, en la que se encuentran el pueblo de Junquera o Juncalera (Rushy) y Bam, la granja de Maggot.

### Otras partes

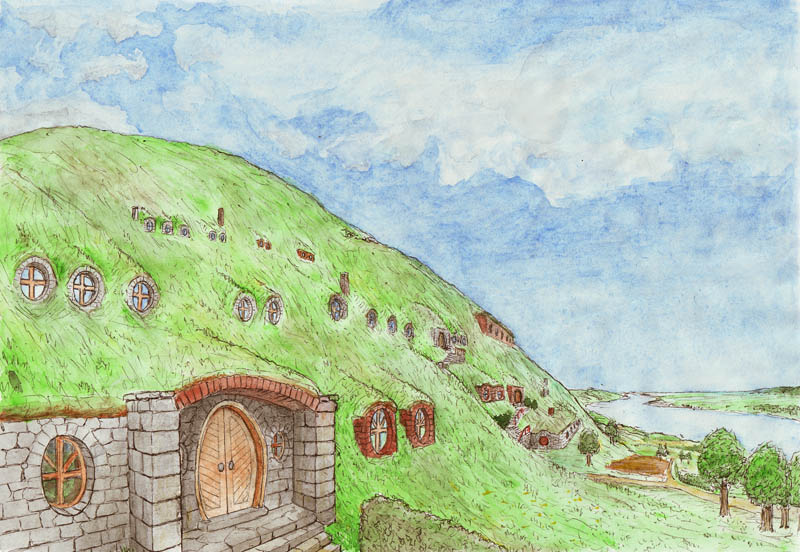
Un dibujo de Casa Brandi, de Matěj Čadil.

Los Gamos y la Frontera del Oeste en un principio no formaron parte de la Comarca, y no se convertirían en parte de ella hasta el principio de la Cuarta Edad del Sol, cuando el rey Elessar decretó una ley por la que incorporaba estas tierras a la Comarca.
Los Gamos, situados al este del río Baranduin, habían sido anteriormente las tierras de la familia Brandigamo. Gamoburgo es el pueblo más importante y en él se encuentra Casa Brandi, el hogar del Señor de Los Gamos, que era uno de los funcionarios más importantes de la Comarca y consejero de Arnor a partir de la Cuarta Edad.
La Frontera del Oeste se encuentra situada entre las Colinas Lejanas y las Colinas de la Torre. En ella habitaron los Belinfantes, los descendientes de la hija de Sam Gamyi, Elanor, que se encargaron de guardar y proteger el Libro Rojo de la Frontera del Oeste.

## Historia
Los hobbits que vivían en un principio en el valle del río Anduin, habían emigrado al oeste por las peligrosas Montañas Nubladas, y antes de entrar en la Comarca habían vivido en las Tierras Brunas y en las partes despobladas de los reinos de Cardolan y Rhudaur. 
Antes de ser conocida como tal, la Comarca formaba parte del reino de Arthedain, y por tanto de la antigua Arnor. En el año 1601 de la Tercera Edad del Sol, los hermanos hobbit Marcho y Blanco, que habitaban en el pueblo de Bree, obtuvieron el permiso oficial del entonces rey Argeleb II de Arthedain para colonizar las despobladas tierras que se convertirían en la Comarca y que en esos momentos tan solo se usaban como cotos de caza del rey. Argeleb II puso tres condiciones a esta concesión: que los hobbits reconocieran la majestad del rey, que mantuvieran en buen estado los puentes y caminos de la Comarca y que ayudaran a los mensajeros. Así comenzó la Cronología de la Comarca, pues el año del cruce del río Baranduin se convirtió en el año uno del Cómputo de la Comarca (C. C.).
Los hobbits se enamoraron de su nueva tierra y dieron cada vez menos importancia a los asuntos de fuera de sus fronteras, saliendo escasamente de ellas. Una excepción fue el cuerpo de arqueros que enviaron a algunos a las grandes batallas que emprendió Arthedain contra Angmar, el reino del Rey Brujo, pues los hobbits cumplieron con las exigencias del rey y se consideraban súbditos suyos; los arqueros nunca regresaron. Tras la caída de Arthedain, la Comarca se gobernó de forma prácticamente independiente, y los jefes de las distintas familias eligieron a un gobernante, al que llamaron Thain, como representante del rey hasta que este regresara.
El pequeño tamaño, la valentía y la resistencia de la población hobbit la hicieron un objetivo demasiado modesto para la conquista. Además, las fronteras de la Comarca fueron guardadas y protegidas de intrusos por los Montaraces del Norte, descendientes de los dúnedain de Arthedain. Los únicos extranjeros que entraban en la Comarca eran los enanos que viajaban por el Gran Camino del Este, que cruzaba la Comarca hasta sus minas en las Ered Luin (las Montañas Azules) y en ocasiones los elfos, de camino a los Puertos Grises para partir hacia la tierra de Aman.
Tan solo una batalla ocurrió dentro de las fronteras de la Comarca hasta los últimos años de la Tercera Edad del Sol, la Batalla de los Campos Verdes, librada en el año 1147 del Cómputo de la Comarca. Una banda de Trasgos procedente del Monte Gram y liderada por su rey Golfimbul penetró en la Comarca, pero el Thain Bandobras Tuk, al mando de un grupo de hobbits, consiguió la victoria tras cortarle la cabeza a Golfimbul con tan solo un golpe de su gran porra de madera. La cabeza del Orco voló unas cien yardas hasta caer en la madriguera de un conejo, inventándose así el juego del golf.
La situación pacífica de la Comarca cambió cuando Bilbo Bolsón partió de viaje hacia la Montaña Solitaria en el año 1341 C. C. Durante dicho viaje encontró el Anillo Único del Señor Oscuro Sauron, que había llegado a las manos de la criatura Gollum, lo que desataría poco después los acontecimientos narrados en El Señor de los Anillos, en otoño del año 1418 C. C. La Comarca fue visitada por los nueve Nazgûl, enviados por su señor para buscar el Anillo tras torturar a Gollum y sacarle las palabras “Comarca” y “Bolsón”. Más tarde, el mago Saruman, que había caído bajo el control de Sauron, la invadió, nombrando a Lotho Sacovilla-Bolsón como subalterno. Este se nombró “Jefe” de la Comarca e inició su industrialización, lo que condujo a una miseria general y dañó seriamente su ecología. Sin embargo, tras la vuelta de Frodo, Sam, Merry y Pippin de la Guerra del Anillo, los hobbits bajo su mando lograron liberar la Comarca tras la victoria en la Batalla de Delagua, la segunda y última batalla librada dentro de las fronteras de la Comarca. Después aconteció el llamado Saneamiento de la Comarca, en el que los pueblos fueron reconstruidos y Sam esparció por toda la Comarca los polvos fertilizantes que la dama Galadriel le dio en Lothlórien, haciendo que de nuevo crecieran todos los árboles y plantas. A causa de ello, el año 1420 C. C. fue considerado por los hobbits como el más productivo y próspero de su historia.
Tras la coronación de Aragorn como el rey de Arnor y Gondor, la Comarca se convirtió en un enclave protegido dentro del Reino Unificado. Aragorn, coronado como Elessar, decretó una ley que prohibía la entrada de aquellos que no fueran medianos en la Comarca, incluyéndose a él mismo.

## Gobierno y servicios públicos
Antes de la caída del reino de Arthedain, la Comarca carecía de un gobierno propio, pues estaba sometida directamente al Rey de Fornost y los hobbits lo aceptaban y cumplían sus leyes de buen grado. Pero cuando Arthedain cayó, los hobbits eligieron a un gobernante al que llamaron Thain, como representante del rey y con sus mismos poderes, hasta que este regresara. Era el jefe de la Asamblea de la Comarca y el capitán del acantonamiento y la tropa. El primero de ello fue Bucca de Marjala, de la familia de los Gamoviejo, y el cargo fue heredado a partir de ese momento por el primogénito. Sin embargo, cuando esta familia se mudó a Los Gamos en el año 740 C. C., Gorhendad Gamoviejo, que era el cabeza de la familia en esos momentos, tomó el título de Señor de Los Gamos y el cargo Thain recayó sobre Isumbras I, de la familia Tuk. 
Además del Thain, también estaba el alcalde de Cavada Grande (y por extensión, alcalde de la Comarca entera), que era elegido cada siete años en la Feria Libre de las Quebradas Blancas, celebrada a mediados de verano. Aparte de presidir los banquetes de las fiestas, sus funciones eran las de Primer Oficial y Jefe de Correos. Los únicos alcaldes conocidos fueron:
- Will Pieblanco (1413 - 1419 C. C./ 1420 - 1427 C. C.)
- Frodo (1419 C. C. - 1420 C. C.): renuncia y el puesto es ocupado de nuevo por Will.
- Samsagaz Gamyi (1427 - 1476 C. C.)
- Tolman Coto (1442 C. C.): alcalde delegado, durante el viaje de Sam a Gondor.

En el año 1434 C. C., el Thain, el alcalde y el Señor de los Gamos fueron nombrados consejeros del Reino Unificado.
Los Oficiales eran los policías de la Comarca, aunque debido a la naturaleza pacífica que los hobbits, tenían poco trabajo; más que de las personas, se ocupaban de buscar el ganado perdido. Había tan solo doce en toda la Comarca, tres en cada Cuaderna, y su único rasgo distintivo era la pluma que llevaban en el sombrero. Además de estos Oficiales, había un número variable de Fronteros, arqueros dedicados a vigilar las fronteras de la Comarca e impedir el paso a gente extraña y animales salvajes.
Aparte de la policía, el de Correos era el único servicio público. Era muy usado por los hobbits, que solían escribir a menudo a familiares y amigos. Sin embargo, el servicio no estaba preparado para numerosos envíos, ya que en el año 1401 CC, las oficinas de Correos de Hobbiton y Delagua quedaron saturadas a causa de la cantidad de invitaciones (144) que envió Bilbo Bolsón para la celebración de su cumpleaños, y tuvieron que contratar a carteros voluntarios.

## Creación
A pesar de que parte de la acción de la novela El hobbit se desarrolla en la Comarca, J. R. R. Tolkien no la nombra en ningún momento como tal, tan solo alguno de sus pueblos. Esto se debe a que la tierra de los hobbits no tenía todavía nombre y este no surgiría hasta el primer texto que Tolkien escribió de El Señor de los Anillos, donde la historia era muy diferente y se iba a centrar en un nuevo viaje de Bilbo Bolsón en busca de otro tesoro (pues había gastado todo el que consiguió en El hobbit). De esta historia también se conservaron otros elementos, como los nombres de las familias hobbits. 
Sin embargo, aunque el nombre de la Comarca no estuviera aún pensado, en el primer capítulo de El hobbit («Una tertulia inesperada») se dice de Bilbo que tenía un mapa de un país redondo en su vestíbulo.

Le encantaban los mapas, y en el vestíbulo colgaba uno enorme del País Redondo con todos sus caminos favoritos marcados en tinta roja.
«Una tertulia inesperada», en El hobbit de J. R. R. Tolkien.

Este mapa hace alusión a la Comarca, ya que Bilbo no había salido de ella aún y el hecho de que marcara sus caminos favoritos implica que los había recorrido.

### Influencias

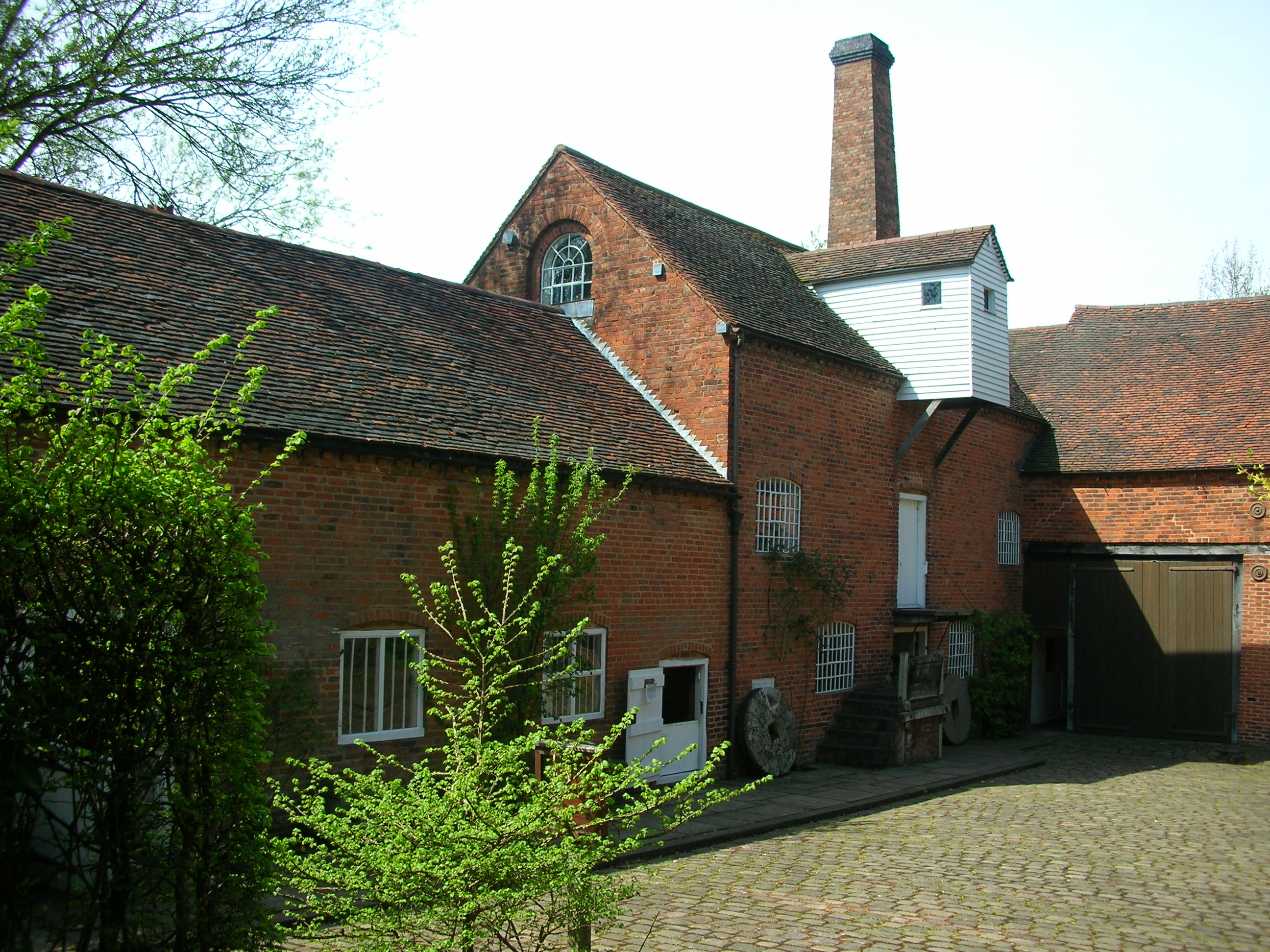
El molino de Sarehole.

En los mapas de J. R. R. Tolkien, la Comarca está situada en una posición muy aproximada a la que se encuentra Inglaterra en los mapas europeos modernos y se ha citado como ejemplo de la idílica ideología de la Alegre Inglaterra, basada en un modo de vida pastoril que los habitantes de Inglaterra habrían disfrutado en algún momento entre la Edad Media y el comienzo de la Revolución industrial. A través de la narrativa, Tolkien también insinúa muchos puntos de semejanza entre Inglaterra y la Comarca, tales como el clima, la agricultura o el dialecto. El mismo Tolkien afirmó que se trataba de «una "parodia" de la Inglaterra rural».
Particularmente, la Comarca corresponde a la región Midlands del Oeste de Inglaterra, extendiéndose hacia Worcestershire, Shropshire, Warwickshire, Herefordshire y Staffordshire; por supuesto, la Comarca no es directamente «idéntica» que Midlands del Oeste. Además, la región en un pasado más remoto, como Mercia, sirvió al mismo tiempo como modelo para la Marca de los Rohirrim.

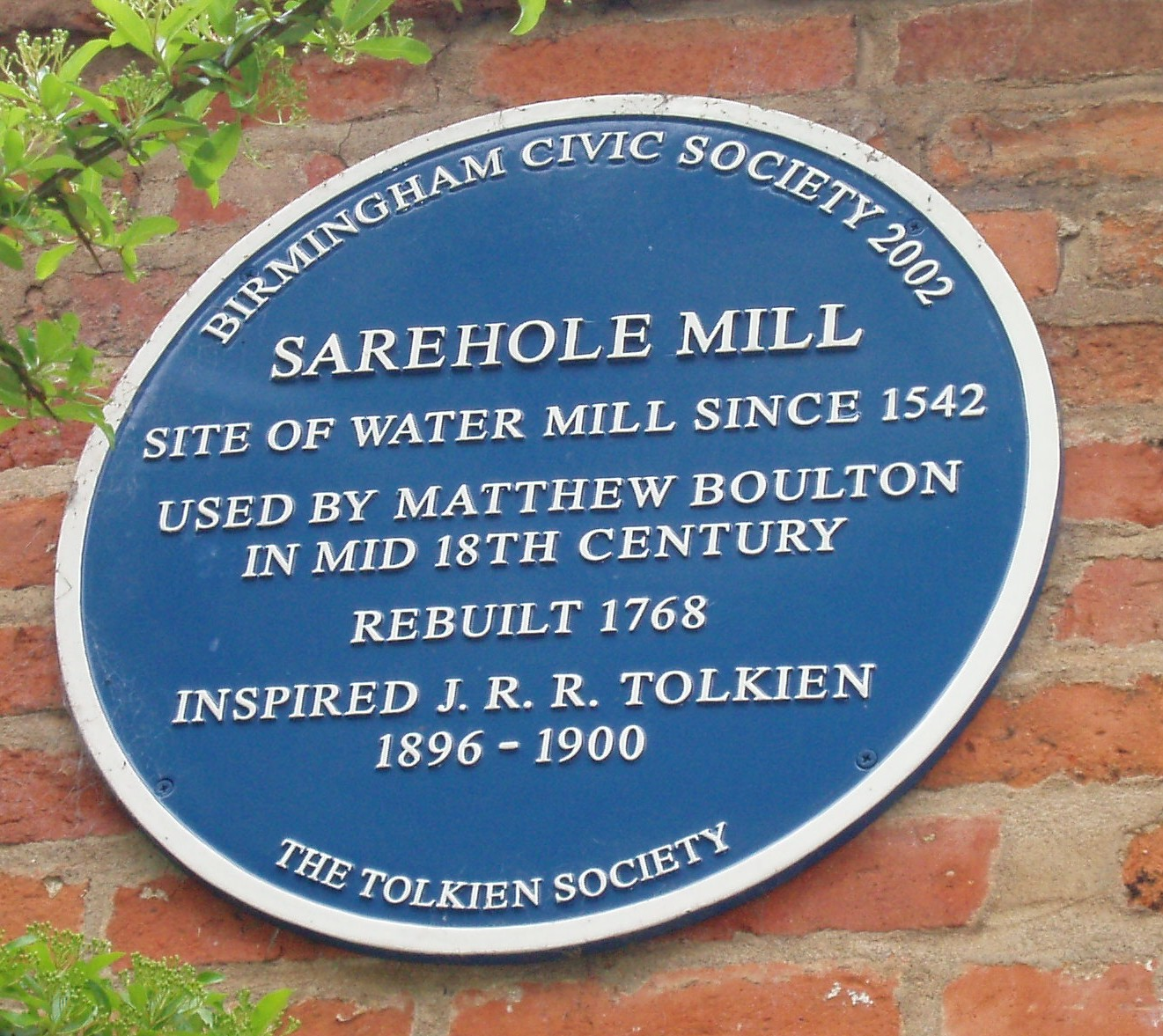
Placa en honor a Tolkien en el molino de Sarehole.

La industrialización de la Comarca está basada en el testimonio de Tolkien sobre la extensión de la Revolución Industrial en Warwickshire durante su juventud, y especialmente las consecuencias deletéreas que provocó. La rebelión de los Hobbits y la restauración de la preindustrial Comarca se pueden interpretar como una receta de la vida sencilla como remedio a los problemas de la sociedad moderna. Saruman, que es el responsable de la contaminación de la Comarca, deriva el elemento «Saru» de su nombre del molino de Sarehole, situado en el barrio con el mismo nombre y en el que Tolkien pasó «el período más idílico de su niñez» y que supuso la inspiración fundamental para la creación de la Comarca. El molino de Sarehole, hoy día convertido en un museo, también fue la inspiración para la fábrica construida por los hombres de Saruman en sustitución del molino de la familia Arenas. La cercana reserva natural de la turbera de Moseley sirvió probablemente de inspiración a Tolkien para el Bosque Viejo. El Ayuntamiento de Birmingham decidió homenajear estos vínculos culturales dando al espacio natural que los engloba el nombre de «parque rural de la Comarca».

## Adaptaciones

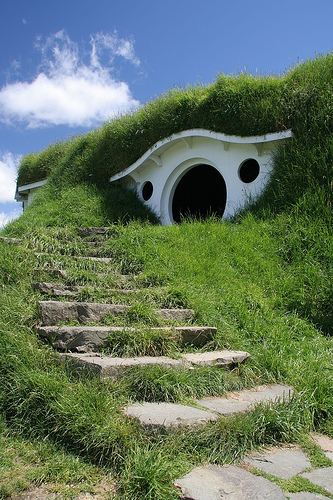
Bolsón Cerrado, uno de los agujeros hobbit construidos en Matamata, Nueva Zelanda.

La Comarca ha aparecido tanto en la adaptación animada de Ralph Bakshi sobre El Señor de los Anillos, como en la de Arthur Rankin Jr. y Jules Bass sobre El hobbit.
Para la trilogía cinematográfica de El Señor de los Anillos, de Peter Jackson, el equipo de producción construyó el pueblo de Hobbiton completo. En septiembre de 1998, Jackson y su equipo encontraron el lugar que les serviría como escenario a las afueras del pueblo Matamata, en Nueva Zelanda. Los diseñadores de la película, John Howe y Alan Lee, fueron llevados al lugar, donde hicieron diversos dibujos de la Comarca ajustándose al paisaje. Como parte del proceso de construcción, se hizo una maqueta en el ordenador y otra en miniatura, de entre 4 y 5 metros cuadrados.
La construcción de los escenarios se inició en marzo de 1999. Se recolocaron 5000 metros cúbicos de tierra mediante maquinaria pesada (excavadoras, rodillos, niveladoras, etc) proporcionada por el Ejército de Nueva Zelanda. De esta forma, se crearon las colinas en las que se construyeron un total de 37 agujeros hobbit, a base de madera y poliestireno. Después, se sembró sobre ellos césped, árboles y jardines. Una vez acabado, el equipo dejó que la vegetación creciera durante algo menos de año, ya que Jackson quería que el paisaje tuviera un aspecto más salvaje, frondoso y campestre. La grabación de las escenas en Matamata comenzaron en diciembre de 1999 y duraron tres meses.
A pesar de haber finalizado el rodaje, 17 de los agujeros hobbit, entre ellos Bolsón Cerrado, no fueron demolidos y actualmente se hacen visitas turísticas para verlos. Peter Jackson volvió a utilizar el lugar para las tres películas de El hobbit, cuyo rodaje empezó el 21 de marzo de 2011, finalizando el 6 de julio de 2012.